# 仲町 (弘前市)
仲町（なかちょう）は、青森県弘前市の弘前城の北側にある旧・城下町の地区名。地区内には、江戸時代の城下町整備の地割りが良く残り、旧・武家町が形成されている。道に面する表門や、それに続く生垣のサワラや黒板塀などが歴史的風致をよく伝えている。「弘前市仲町伝統的建造物群保存地区」の名称で、1978年（昭和53年）5月31日に国の重要伝統的建造物群保存地区：種別「武家町」に選定された。

## 概要

### 地理・歴史
弘前市は、青森県の西部に位置し、津軽地方の中心都市で、弘前城下町から発達した都市である。慶長5年（1600年）に弘前藩が成立し、弘前城は、慶長8年（1603年）から弘前藩初代・津軽為信により築城が開始され地割りが計画されるが、すぐに為信が没し、2代藩主・信枚が引き継ぎ、慶長16年（1611年）に完成し、地割りが行われた。寛永5年（1628年）に、「弘前」と称するようになる。４代藩主・信正により、城郭が改変されたが、この時、大手門の位置が変更され、元・大手門が北門（亀甲門）となった。明治4年（1871年）の廃藩置県まで弘前津軽家が城主を務める。
弘前城は、南北に長く東西に短い長方形状の敷地で、それを4方から取り囲むように城下町が形成されていた。城の南西には領内の寺院を集めた長勝寺構（ちょうしょうじかまえ）と呼ばれる濠と土塁で整備された寺町を設け、各寺を惣構内の防衛拠点とした。城の東側を上町、西側は下町と呼び、城の北側は、中間にあるので仲町と呼ばれたとされ、仲町のほとんどが武家町であった。城の北側にある現・弘前公園の北門（亀甲門）の前に堀があり、その北堀に沿った通りに面する町並みが亀甲町で、そこに旧城下町の町人町があった。仲町は、その町人町の北側に隣接する若党町、馬喰町、小人町などの数ケ町に及ぶ武家町で、北門（亀甲門）は、築城当時は追手門だったため、北側の追手門守護のために、地割りされた武家町である。伝統的建造物群保存地区は、その仲町の約3分の2の地区で、面積が約10.6 ヘクタールの範囲にある。

### 保存地区の町並み
保存地区の地割りは、正保3年（1646年）の「津軽弘前城之絵図」に、碁盤目状の街区が東西南北に計画的に構成されているのが確認でき、江戸初期に構成された地割りが現在に残っていることが窺える。また、道路沿いに連続する生垣のサワラや点在する表門や黒板塀が仲町独特の景観を生み、前庭の奥に建つ伝統的建造物の主屋とともに城下町の歴史的風致をよく残す。

## 重要伝統的建造物群保存地区概要
- 地区名称：弘前市仲町伝統的建造物群保存地区
- 所在地：青森県弘前市・馬喰町の全域、若党町、小人町の各一部（範囲は、オープンストリートマップ参照：こちら）
- 種別：武家町
- 選定年月日：1978年（昭和53年）5月31日
- 選定基準：伝統的建造物群及び地割がよく旧態を保持しているもの
- 面積：10.6 ha
- 伝統的建造物数：119件（2022年3月29日現在[11]、詳細は下記表を参照）

|                              | 件数 | 内訳             |
| ---------------------------- | ---- | ---------------- |
| 伝統的建造物（建築物）       | 9    | 主屋             |
| 伝統的建造物（その他工作物） | 24   | 門、板塀         |
| 環境物件                     | 86   | 生垣、庭園、樹木 |

## 主な建造物
伝統的建造物群保存地区内
保存地区内の以下の4棟の武家住宅が、一般公開されている。
- 旧弘前藩諸士住宅（旧笹森家住宅）（国の重要文化財）

元は保存地区内の小人町にあったが、2012年（平成24年）に、現在地の若党町に移築・復原。弘前藩・武家住宅の標準的な諸士（中下級武士）用の住宅。18世紀前半に、武家町の再整備に伴い藩が建設した諸士用の住宅と考えられている。1995年（平成7年）の弘前市の調査で、宝暦年間作成の『御家中屋鋪建家図』に笹森家として記されていることが判明。保存地区内で現存最古の武家住宅。
- 主屋：桁行11.5 m、梁間5.7 m。用材は全てヒバを用いた木造平屋建、切妻造、外壁土壁塗真壁造。
- 表門：主屋の表座敷、前庭と一体となり、武士住宅の表構えを構成する。一間薬医門、切妻造、銅板葺、門口は2 m、全てヒバを用いている。

- 旧岩田家住宅（青森県重宝）

江戸時代後期（1798年 - 1808年）ごろ築の武家住宅。数度の改造を受けているが、岩田家が入居した明治時代に使用人の部屋などを増築し規模が変わったが、柱や小屋組みなどの主要部分は建築当時のまま保存され、主屋以外にも、井戸小屋や便所などの付属屋も残る。また細長い敷地も旧態を保っている。調査により、第1次改造時の姿に復原している。
1981年（昭和56年）岩田氏の遺志により土地、建物一式が弘前市へ寄贈された。岩田家は200石 - 500石の中流武士だが、住宅からは質素な生活ぶりが窺える。10代目・平吉は、箱館戦争の津軽部隊参謀を務めた。
- 敷地：約700 m2、間口：16.25 m、奥行：43 m。
- 建物：平面積131 m2、桁行11.454 m、梁間6.681 m。木造平屋建、寄棟造茅葺屋根、広間、座敷、常居など畳敷の5部屋と台所があり、三方に縁が廻っている。

- 旧伊東家住宅（青森県重宝）

建物の特徴から19世紀初期建築と考えられている。元・藩医の伊東家の住宅で、弘前市元長町から保存地区に移築。建築当初から数度の改築が行われているが、移築時の解体修理で藩医時代を想定した江戸後期の住宅の様子を伝える復原が行われている。玄関に式台、ほぼ正方形の広間、座敷、板の間、次の間、常居があり、広間と常居の上に中二階がある。座敷は、簡素ながらも剛質な造りの床と違棚があり、藩政時代の落ち着いた住宅空間となっている。常居、座敷、次の間、台所が田の字型に並ぶ間取り、広い続き間、各部屋に長押、床の間に天袋と違棚を備え、透かし彫りの欄間がある格式高い形式で、中級武士の居宅の様子を伝える貴重な遺構である。
弘前市仲町伝統的建造物群保存地区が、重要伝統的建造物群保存地区に選定されたことを機に、1978年（昭和53年）に伊東氏が弘前市へ寄贈。
- 建物：桁行12.613 m、梁間11.499 m、木造一部二階建、切妻造り柾葺屋根（現状はトタン葺)。

- 旧梅田家住宅

嘉永5年（1852年）ごろ築。弘前市五十石町にあった武家住宅で、在府町へ移築され、1982年（昭和57年）弘前市が梅田氏から譲り受け、現在地に再移築。台所の戸棚・引き出し裏に、「嘉永五壬子年森新次郎」名の墨書が発見され、俸禄百石の武士・森家10代目・新次郎の住宅であったと推定されている。
地区外
保存地区外だが、弘前城の北門（亀甲門）を出た前にあり、保存地区に隣接する。
- 石場家住宅（国の重要文化財）

江戸時代中期（1701年 - 1800年）ごろ築。弘前藩の御用商家であり、藩政時代には、藁工品や荒物などの雑貨などを扱っていた。正面全体に「こみせ」が付属する。かなり改造を受けているが、この地方の数少い商家の遺例として貴重。現在は、酒屋を経営している。
- 建物：桁行：18.1 m、梁間：18.2 m、一部二階建。

## 保存地区内の文化財

### 国の重要伝統的建造物群保存地区
- 弘前市仲町 - 1978年（昭和53年）5月31日[22]。

### 国の重要文化財
- 旧弘前藩諸士住宅 附 表門 1棟 - 指定年月日：2016年（平成28年）2月9日[6]。

### 青森県指定重宝
- 旧岩田家住宅 附 門 1棟 - 指定年月日：1985年（昭和60年）4月27日[16]。
- 旧伊東家住宅 - 指定年月日：2005年（平成17年）3月14日[19]。

## 周辺情報
- 弘前公園
- 弘前城
- 津軽藩ねぷた村
- 揚亀園
- 長勝寺
- 禅林街

## アクセス
- 奥羽本線（JR東日本）弘前駅から弘南バス浜の町方面行き乗車約15分、亀の甲門前下車、徒歩2分程度で保存地区内。